# سیارک ۲۱۳۶
سیارک ۲۱۳۶ (به انگلیسی: 2136 Jugta، نامگذاری:1933OC) دو هزار و صد و سی و ششمین سیارک کشف شده‌است که در ۲۴ ژوئیه ۱۹۳۳ و در هایدلبرگ کشف شد.
قدر مطلق سیارک برابر ۱۱٫۶۰ است.